# Tomokazu Myōjin
Tomokazu Myōjin (明神 智和 Myōjin Tomokazu?,  nacido el 24 de enero de 1978 en Kōbe, Hyōgo) es un exfutbolista japonés. Jugaba de centrocampista y su último club fue el Nagano Parceiro de Japón.

## Trayectoria

### Clubes
| Club            | País  | Año         |
| --------------- | ----- | ----------- |
| Kashiwa Reysol  | Japón | 1996 - 2005 |
| Gamba Osaka     | Japón | 2006 - 2015 |
| Nagoya Grampus  | Japón | 2016        |
| Nagano Parceiro | Japón | 2017 - 2019 |

### Selección nacional
| Selección | País  | Año         |
| --------- | ----- | ----------- |
| Sub-20    | Japón | 1996 - 1997 |
| Sub-23    | Japón | 2000        |
| Absoluta  | Japón | 2000 - 2003 |

## Estadísticas

### Selección nacional

#### Participaciones en fases finales
| Torneo                                | Sede                 | Resultado        | Partidos | Goles |
| ------------------------------------- | -------------------- | ---------------- | -------- | ----- |
| Copa Mundial de Fútbol Sub-17 de 1997 | Malasia              | Cuartos de final | 5        | 0     |
| Juegos Asiáticos de 1998              | Bangkok              | Segunda fase     | —        | —     |
| Juegos Olímpicos de 2000              | Sídney               | Cuartos de final | 4        | 0     |
| Copa Asiática 2000                    | Líbano               | Campeón          | 4        | 1     |
| Copa Confederaciones 2001             | Corea del Sur/ Japón | Subcampeón       | 3        | 0     |
| Copa Mundial de Fútbol de 2002        | Corea del Sur/ Japón | Octavos de final | 3        | 0     |
| Copa Confederaciones 2003             | Francia              | Primera fase     | 0        | 0     |

## Palmarés

### Títulos nacionales
| Título             | Club           | País  | Año  |
| ------------------ | -------------- | ----- | ---- |
| Copa J. League     | Kashiwa Reysol | Japón | 1999 |
| Supercopa de Japón | Gamba Osaka    | Japón | 2007 |
| Copa J. League     | Gamba Osaka    | Japón | 2007 |
| Copa del Emperador | Gamba Osaka    | Japón | 2008 |
| Copa del Emperador | Gamba Osaka    | Japón | 2009 |
| J2 League          | Gamba Osaka    | Japón | 2013 |
| Copa J. League     | Gamba Osaka    | Japón | 2014 |
| J1 League          | Gamba Osaka    | Japón | 2014 |
| Copa del Emperador | Gamba Osaka    | Japón | 2014 |
| Supercopa de Japón | Gamba Osaka    | Japón | 2015 |
| Copa del Emperador | Gamba Osaka    | Japón | 2015 |

### Títulos internacionales
| Título                      | Club (*)    | Sede     | Año  |
| --------------------------- | ----------- | -------- | ---- |
| Liga de Campeones de la AFC | Gamba Osaka | Adelaida | 2008 |

(*) Incluyendo la selección

### Distinciones individuales
| Distinción                                  | Año  |
| ------------------------------------------- | ---- |
| Premio al Jugador Excelente de la J. League | 2000 |
| J. League Best XI                           | 2000 |
| Premio al Jugador Excelente de la J. League | 2007 |
| Premio al Jugador Excelente de la J. League | 2009 |